# Kanton Thizy-les-Bourgs
Thizy-les-Bourgs is een kanton van het Franse departement Rhône. Het kanton maakt deel uit van het arrondissement Villefranche-sur-Saône. het heeft een oppervlakte van 494,06 km² en telt 26.708 inwoners in 2017, dat is een dichtheid van 54 inwoners/km². 
Het kanton is in maart 2015 ontstaan door de samenvoeging van gemeenten van de gelijkertijd opgegeven kantons Amplepuis, Lamure-sur-Azergues, Monsols en Thizy.

## Gemeenten
Het kanton Thizy-les-Bourgs omvat de volgende gemeenten:
- Aigueperse
- Amplepuis
- Azolette
- Chénelette
- Claveisolles
- Cours
- Cublize
- Deux-Grosnes
- Meaux-la-Montagne
- Monsols
- Poule-les-Écharmeaux
- Propières
- Ranchal
- Ronno
- Saint-Bonnet-des-Bruyères
- Saint-Bonnet-le-Troncy
- Saint-Clément-de-Vers
- Saint-Igny-de-Vers
- Saint-Jean-la-Bussière
- Saint-Nizier-d'Azergues
- Saint-Vincent-de-Reins
- Thizy-les-Bourgs

Anse · L'Arbresle · Belleville · Brignais · Genas · Gleizé · Mornant · Saint-Symphorien-d'Ozon · Tarare · Thizy-les-Bourgs · Val d'Oingt · Vaugneray · Villefranche-sur-Saône